# Es kann nur E1NEN geben
Es kann nur E1NEN geben war eine deutsche Spiel- und Rateshow, die von 2011 bis 2013 auf dem Privatsender RTL ausgestrahlt wurde. Moderiert wurde die Sendung von Oliver Geissen. Sie basierte auf der britischen Fernsehsendung Odd One In und weist deutliche Parallelen zu Sag die Wahrheit auf.

## Konzept
Der Gastgeber Oliver Geissen stellte zwei Teams aus jeweils zwei Prominenten drei bis fünf Menschen vor, die behaupten ein besonderes Talent zu besitzen. In insgesamt sieben Runden müssten die Prominenten erraten, welche der vorgestellten Personen die Wahrheit sagte. Gewonnen hatte das Team mit den meisten richtigen Antworten.

## Kritik
Von Quotenmeter.de erhielt die Show sehr negative Presse. Die Gäste seien „C-Promis“ und eher zurückhaltend, das Konzept sinnlos und monoton und die „Talente“ keine echten Talente. Das Fazit lautete: „Würde Es kann nur E1nen geben für RTL zum Überraschungshit – es würde tatsächlich überraschen. Und man wird den Eindruck nicht los, dass das vor allem für die Beteiligten selbst gilt.“
Ebenfalls von Quotenmeter.de gab es am 22. Februar 2013 unter dem Titel „Gute Unterhaltung kann so einfach sein“ eine Analyse des Formats, die nun wiederum sehr positiv war: „Fakt ist aber: Nachdem zahlreiche getestete Show-Formate von RTL eher weniger Interesse erzeugten, ist Es kann nur E1NEN geben ein wahrhaftiger Lichtblick. [...] Die Sendung ist so herrlich einfach und macht trotzdem einen riesen Spaß.“

## Ausstrahlung
| Nr. | Episode | Datum      | Reichweite | Marktanteil (14-49-Jährige) | Gäste                                                                    |
| --- | ------- | ---------- | ---------- | --------------------------- | ------------------------------------------------------------------------ |
| 01  | 1.01    | 15.07.2011 | 2,56 Mio.  | 15,8 %                      | Andrea Kiewel, Joachim Llambi, Sophia Thomalla, Marco Schreyl            |
| 02  | 1.02    | 22.07.2011 | 2,27 Mio.  | 16,2 %                      | Sophia Thomalla, Peer Kusmagk, Ulrike von der Groeben, Jan Sosniok       |
| 03  | 2.01    | 21.04.2012 | 3,50 Mio.  | 24,5 %                      | Andrea Kiewel, Joachim Llambi, Atze Schröder, David Werker               |
| 04  | 2.02    | 28.04.2012 | 2,90 Mio.  | 18,6 %                      | Andrea Kiewel, Joachim Llambi, Fernanda Brandão, Steffen Henssler        |
| 05  | 2.03    | 05.05.2012 | 2,49 Mio.  | 12,6 %                      | Andrea Kiewel, Joachim Llambi, Katrin Müller-Hohenstein, Jens Riewa      |
| 06  | 3.01    | 31.08.2012 | 2,92 Mio.  | 15,9 %                      | Andrea Kiewel, Joachim Llambi, Dirk Bach, Jochen Schropp                 |
| 07  | 3.02    | 07.09.2012 | 2,61 Mio.  | 14,9 %                      | Andrea Kiewel, Joachim Llambi, Nazan Eckes, Marco Schreyl                |
| 08  | 3.03    | 14.09.2012 | 2,56 Mio.  | 17,6 %                      | Andrea Kiewel, Joachim Llambi, Tom Gerhardt, Tom Beck                    |
| 09  | 3.04    | 21.09.2012 | 2,31 Mio.  | 14,9 %                      | Andrea Kiewel, Joachim Llambi, Collien Ulmen-Fernandes, Simon Gosejohann |
| 10  | 3.05    | 28.09.2012 | 2,02 Mio.  | 12,9 %                      | Andrea Kiewel, Joachim Llambi, Rebecca Mir, Paul Janke                   |
| 11  | 4.01    | 15.02.2013 | 4,00 Mio.  | 22,3 %                      | Andrea Kiewel, Joachim Llambi, Motsi Mabuse, Bürger Lars Dietrich        |
| 12  | 4.02    | 22.02.2013 | 2,37 Mio.  | 18,8 %                      | Andrea Kiewel, Joachim Llambi, Nadine Vasta, Micky Beisenherz            |
| 13  | 4.03    | 01.03.2013 | 2,62 Mio.  | 15,2 %                      | Andrea Kiewel, Joachim Llambi, Johanna Klum, Tetje Mierendorf            |
| 14  | 4.04    | 08.03.2013 | 3,27 Mio.  | 18,3 %                      | Andrea Kiewel, Joachim Llambi, Katja Burkard, Rolf Scheider              |
| 15  | 5.01    | 23.08.2013 | 2,05 Mio.  | 13,1 %                      | Andrea Kiewel, Joachim Llambi, Verona Pooth, Matze Knop                  |
| 16  | 5.02    | 30.08.2013 | 2,22 Mio.  | 11,2 %                      | Andrea Kiewel, Joachim Llambi, Fernanda Brandão, Jorge González          |
| 17  | 5.03    | 06.09.2013 | 1,88 Mio.  | 09,3 %                      | Andrea Kiewel, Joachim Llambi, Jana Ina, Giovanni Zarrella               |
| 18  | 5.04    | 13.09.2013 | 2,51 Mio.  | 11,8 %                      | Andrea Kiewel, Joachim Llambi, Regina Halmich, Steffen Henssler          |
| 19  | 6.01    | 13.12.2013 | 2,68 Mio.  | 16,3 %                      | Andrea Kiewel, Joachim Llambi, Susan Sideropoulos, Ross Antony           |
| 20  | 6.02    | 20.12.2013 | 1,96 Mio.  | 12,2 %                      | Andrea Kiewel, Joachim Llambi, Mirja du Mont, Sky du Mont                |